# Équipe cycliste Frimatic-de Gribaldy
L'équipe Frimatic-de Gribaldy est une ancienne équipe française de cyclisme professionnel sur route, créée sous le nom de équipe Kamomé-Dilecta-Dunlop et qui fut dirigée principalement par Jean de Gribaldy.

## Dénominations
- Saison 1966 : Kamomé-Dilecta-Dunlop[1]
- Saison 1967 : Kamomé-Dilecta-Wolber[2]
- Saison 1968 : Frimatic-Wolber-De Gribaldy[3]
- Saison 1969 (Tour de France) : Frimatic-de Gribaldy-Viva-Wolber[4]
- Saison 1970 : Frimatic-de Gribaldy[5]
- Saison 1971 : Hoover-De Gribaldy-Wolber[6]

## Les saisons
L'équipe Kamomé-Dilecta-Dunlop créée en 1966 est dirigée par Louis Caput et Maurice Moucheraud. En 1967, devenue Kamomé-Dilecta-Wolber elle est dirigée uniquement par Louis Caput. 
Durant les saisons 1968 et 1969, devenues Frimatic-de Gribaldy (1968) et Frimatic-Viva-de Gribaldy (1969); les équipes sont dirigées par Jean de Gribaldy et Louis Caput. Frimatic, sponsor de cette équipe, était un fabricant français de réfrigérateurs aujourd'hui disparu.
L'équipe Frimatic-de Gribaldy-Viva-Wolber, issue de l'Équipe Frimatic-Viva-de Gribaldy, est composée spécialement pour le Tour de France de cette année. Elle consacre, les débuts professionnels et sur le Tour du champion portugais Joaquim Agostinho, découvert par Jean de Gribaldy. L'équipe remporte 3 étapes sur le Tour 1968, dont la 22e étape (Auxerre-Melun) par Maurice Izier sous les couleurs de l'équipe nationale "FRANCE C".

## Saisons 1966-1967

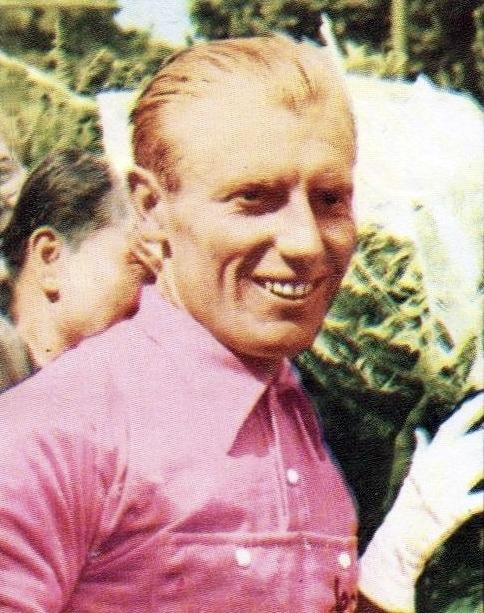
André Darrigade durant sa dernière saison professionnelle, en 1966

| Effectif 1966              | Effectif 1966     | Effectif 1966 | Effectif 1966                |
| Cycliste                   | Date de naissance | Pays          | Équipe précédente            |
| -------------------------- | ----------------- | ------------- | ---------------------------- |
| Jean Anastasi              | 16 décembre 1935  | France        |                              |
| Jean Arze                  | 30 septembre 1941 | France        |                              |
| Maurice Bénet              | 5 novembre 1941   | France        |                              |
| Pierre Beuffeuil           | 30 octobre 1934   | France        | Ford France-Gitane (1965)    |
| Christian Biville          | 1 juillet 1943    | France        |                              |
| André Darrigade            | 24 avril 1929     | France        | Margnat-Paloma-Inuri (1965)  |
| Alain Desplat              | 16 décembre 1941  | France        |                              |
| Jean Dupont                | 14 mai 1938       | France        |                              |
| Guy Epaud                  | 21 septembre 1936 | France        |                              |
| Jean Gainche               | 12 août 1932      | France        | Mercier-BP-Hutchinson (1965) |
| Raymond Le Breton          | 29 septembre 1941 | France        |                              |
| Abel Le Dudal              | 24 septembre 1936 | France        |                              |
| Alain Le Grevès            | 12 octobre 1939   | France        |                              |
| Jean-Claude Lebaube        | 22 juillet 1937   | France        | Ford France-Gitane (1965)    |
| Gianni Marcarini           | 15 mars 1940      | Italie        |                              |
| Raymond Mastrotto          | 1 novembre 1934   | France        |                              |
| Claude Mattio              | 1 février 1936    | France        |                              |
| Joseph Novales             | 23 juillet 1937   | France        | Margnat-Paloma-Inuri (1965)  |
| Raymond Reaux              | 18 décembre 1940  | France        |                              |
| Louis Rostollan            | 1 janvier 1936    | France        | Ford France-Gitane (1965)    |
| Jean-Yves Roy              | 4 juillet 1941    | France        |                              |
| Daniel Salmon              | 3 décembre 1940   | France        |                              |
| Marcel Seurin              | 6 mars 1941       | France        |                              |
| Jean-Pierre Van Haverbecke | 28 décembre 1939  | France        | Flandria-Romeo (1965)        |
| Paul Vermeulen             | 8 janvier 1938    | France        |                              |
|                            |                   |               |                              |
| Source : Cycling Archives  |                   |               |                              |

| Effectif 1967             | Effectif 1967     | Effectif 1967 | Effectif 1967                   |
| Cycliste                  | Date de naissance | Pays          | Équipe précédente               |
| ------------------------- | ----------------- | ------------- | ------------------------------- |
| Jean Arze                 | 30 septembre 1941 | France        |                                 |
| Maurice Bénet             | 5 novembre 1941   | France        |                                 |
| Pierre Bouton             | 19 décembre 1943  | France        |                                 |
| Jacques Cadiou            | 11 décembre 1943  | France        |                                 |
| Albert Frigo              | 4 octobre 1943    | France        |                                 |
| Ferdinand L'Hoste         | 29 septembre 1941 | Suisse        |                                 |
| Jean-Claude Lebaube       | 22 juillet 1937   | France        | Ford France-Gitane (1965)       |
| Raymond Mastrotto         | 1 novembre 1934   | France        |                                 |
| Claude Mattio             | 1 février 1936    | France        |                                 |
| Louis Rostollan           | 1 janvier 1936    | France        | Ford France-Gitane (1965)       |
| Daniel Salmon             | 3 décembre 1940   | France        |                                 |
| Marcel Seurin             | 6 mars 1941       | France        |                                 |
| Francis Toussaint         | 19 juin 1943      | Belgique      | Pelforth-Sauvage-Lejeune (1966) |
|                           |                   |               |                                 |
| Source : Cycling Archives |                   |               |                                 |

## Saisons 1968-1969
| Saison 1968Frimatic-Wolber-De Gribaldy Sponsors - Frimatic : fabriquant français de réfrigérateurs - Wolber : Pneumatique de bicyclette - De Gribaldy : cycles Directeurs sportifs - Louis Caput - Jean de Gribaldy Effectif - Christian Biville - Jean-Louis Bodin - Michel Bon - Albert Bourgois - Jacques Cadiou - Albert Frigo - Guy Gillet - René Grelin - Henri Guimbard - Paul Gutty - Robert Hagmann - Derek Harrison - Joseph Henikenne - Robert Hiltenbrand - Alain Huby - Guy Ignolin - Maurice Izier - Freddy Jacob - Robert Jankowski - Jean Jourden - Jean-Claude Lebaube - Christian Leduc - Jean Marcarini - Raymond Mastrotto - Joseph Mathy - Marc Michiels - Jean-Paul Paris - Michel Pelchat - Carmine Preziosi - Jean-Louis Quesne - Charles Rigon - Francis Rigon - Daniel Salmon - Francis Toussaint - Dieter Wiedemann - Paul Zollinger Victoires - Ronde de Montauroux : 1er Jean Jourden, 2e Maurice Izier - Circuit de Lorraine 1re étape Henri Guimbard et 3e étape : Robert Hagmann - Quatre Jours de Dunkerque 1968 : Jean Jourden - Tour de Suisse 6e, 8e et 9e étapes : Robert Hagmann - Tour de Suisse : Meilleur grimpeur Derek Harrison - Critérium de Fay-de-Bretagne : Jean Jourden - Critérium de Zwijndrecht : Joseph Mathy - Critérium de Saint-Nicolas, : Joseph Mathy - Tour de France : 22e étape (secteur a) Maurice Izier - Grand prix de Plouay : Jean Jourden - Critérium de Boom, : Joseph Mathy | Saison 1969Frimatic-Viva-Wolber-De Gribaldy Sponsors - Frimatic : fabriquant français de réfrigérateurs - Viva : ? - Wolber : Pneumatique de bicyclette - De Gribaldy : cycles Directeurs sportifs - Louis Caput - Jean de Gribaldy Effectif - Joaquim Agostinho - Christian Biville - Jean-Louis Bodin - Karl Brand - Jacques Cadiou - Jiri Daler - Albert Frigo - Guy Gillet - Roger Gilson - Michel Grain - René Grelin - Serge Guillaume - Paul Gutty - Robert Hagmann - Derek Harrison - James Herbain - Maurice Izier - Jean Jourden - Paul Köchli - Jean-Claude Lebaube - Denis Lisarelli - Joseph Mathy - Pierre Matignon - Théo Mertens - Leonel Miranda - Jacky Mourioux - Gérard Norce - Jean-Paul Paris - Michel Pelchat - Willy Planckaert - Jean Raynal - Charles Rigon - Francis Rigon - Jean-Jacques Sanquer - Michel Scob - Willy Spuhler - Alain Van Lancker - Bernard Vifian - Emil Zimmermann Équipe du tour de France - 81. Joaquim Agostinho 8e - 82. Jean-Louis Bodin 62e - 83. Paul Gutty 17e - 84. Derek Harrison 32e - 85. Maurice Izier 35e - 86. Jean Jourden (A 6e) - 87. Jean-Claude Lebaube 46e - 88. Pierre Matignon 85e - 89. Willy Planckaert (HD 6e) - 90. Francis Rigon 54e Victoires - Ronde de Montauroux : René Grelin - Critérium de Saint-Brieuc : Jean-Paul Paris - Championnats du Portugal de cyclisme sur route : Joaquim Agostinho - Grand Prix de Denain : Joseph Mathy - Circuit de Flandre Centrale à Deinze : Willy Planckaert - Critérium de Labastide-d'Armagnac : Willy Planckaert - Critérium de Mûr-de-Bretagne : Jean-Jacques Sanquer - Grand Prix du Midi libre 4e étape (secteur a) : Derek Harrison - Tour de Luxembourg 4e étape (secteur b) : Joaquim Agostinho - Championnats de Suisse de cyclisme sur route : Bernard Vifian - Tour de France 5e et 14e étapes : Joaquim Agostinho - Tour de France 20e étape : Pierre Matignon - Kermesse Koersel-Stal : Théo Mertens - Critérium de Callac : Jean-Louis Bodin - Grand Prix de Robbialac, 3e étape : Leonel Miranda - Grand Prix de Robbialac, 5e étape (secteur b) et classement général : Joaquim Agostinho - Circuit du Port de Dunkerque : Joseph Mathy - Volta a Portugal, 6e, 10e, 11e, 13e, 14e et 17e étapes : Leonel Miranda - Volta a Portugal, classement à points : Leonel Miranda - Critérium d'Haaltert : Joseph Mathy - Grand Prix de Plouay : Jean Jourden - Trophée Baracchi : Joaquim Agostinho |

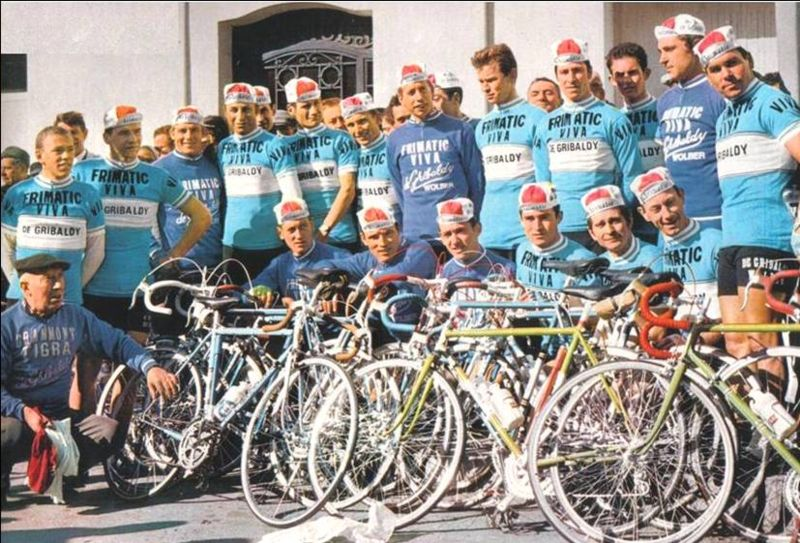
1969 : Équipe Frimatic-Viva-de Gribaldy
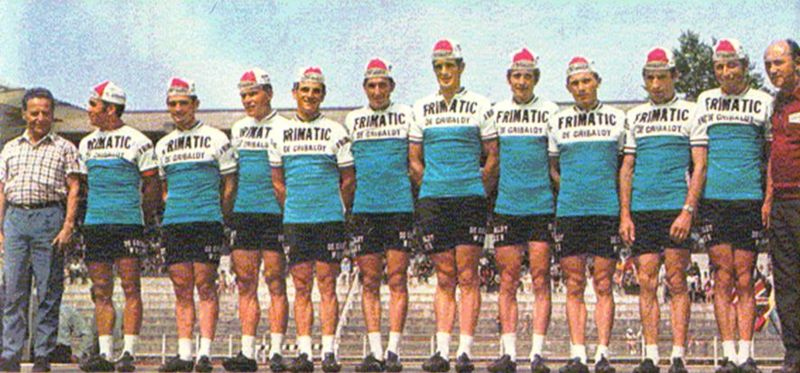
1970 : Équipe Frimatic-de Gribaldy

## Saisons 1970-1971
| Saison 1970Frimatic-De Gribaldy Sponsors - Frimatic : fabriquant français de réfrigérateurs - De Gribaldy : cycles Directeurs sportifs - Guy Caradec - Jean de Gribaldy - Erich Grieshaber Effectif - Joaquim Agostinho - Firmino Bernardino - Jean-Louis Bodin - Jiri Daler - Régis Delépine - André Desvages - Franco Fama - André Foucher - Mogens Frey Jensen - Albert Frigo - Albert Fritz - Pierre Gautier - Pierre Ghisellini - Michel Grain - René Grelin - René Grenier - Serge Guillaume - Henri Guimbard - Jacques Guiot - Paul Gutty - Maurice Izier - Gilles Locatelli - Leonel Miranda - Gérard Moneyron - Patrick Plent - Charles Rigon - Francis Rigon - Christian Robini - Jean-Jacques Sanquer - Michel Scob - Aroldo Spadoni - Jean Vidament - Bernard Vifian Équipe du tour de France - 71. Joaquim Agostinho 14e - 72. Régis Delépine (HD 5eb) - 73. Mogens Frey 59e - 74. Pierre Gautier 42e - 75. Pierre Ghisellini 97e - 76. Michel Grain (A 7ea) - 77. René Grelin (A 19e) - 78. Maurice Izier 61e - 79. Jean Vidament (A 7ea) - 80. Bernard Vifian 22e - Directeur sportif : Jean de Gribaldy Victoires - Ronde de Montauroux : Paul Gutty - Nice-Seillans : René Grelin - 1re étape de la Semaine Catalane : Joaquim Agostinho - Critérium de Lamballe : Jean Vidament - 3e étape secteur b du Grand Prix du Midi libre : Mogens Frey - Grand Prix de Robbialac, 5e étape et classement général : Firmino Bernardino - 9e étape du Tour de Suisse : Albert Fritz - Tour de France 9e étape : Mogens Frey - Volta a Portugal, 2e, 6e, 7e, 8e, 9e, 14e et 16e étapes : Régis Delépine, Leonel Miranda, Joaquim Agostinho - Volta a Portugal, classement à points : Leonel Miranda - Volta a Portugal, classement des sprinters : Leonel Miranda - Volta a Portugal, classement général : Joaquim Agostinho - Volta a Portugal, classement combiné : Joaquim Agostinho - Critérium de Meymac : Pierre Ghisellini - Critérium de Palmela : Firmino Bernardino - Critérium d'Alenquer : Firmino Bernardino - Championnat de France de demi-fond : Michel Scob | Saison 1971Hoover-De Gribaldy-Wolber Sponsors - Hoover : fabriquant d'électroménager - De Gribaldy : cycles - Wolber : Pneumatique de bicyclette Directeurs sportifs - Jean de Gribaldy - Raphaël Géminiani - Raoul Rémy Effectif - Stéphane Abrahamian - Joaquim Agostinho - Alain Bellouis - Firmino Bernardino - Christian Blain - Jacques Botherel - Gérard Briend - Jean-Claude Daunat - Willy De Bosscher - Emiliano Dionisio - Mogens Frey - Albert Fritz - Pierre Gautier - Pierre Ghisellini - Serge Guillaume - Paul Gutty - Henri Heintz - Jean-Claude Largeau - Georges Le Bourhis - Loïc Le Bourhis - Mariano Martinez - Joël Millard - Leonel Miranda - René Panagiotis - Yves Ravaleu - Paul Ravel - Francis Rigon - Charles Rigon - Pierre Rivory - Gérard Rochat - Kurt Rub - Michel Scob - Jean Vidament Équipe du tour de France - 81. Joaquim Agostinho 5e - 82. Jacques Botherel (HD 2e) - 83. Jean-Claude Daunat 46e - 84. Albert Fritz (A 10e) - 85. Pierre Ghisellini 79e - 86. Mariano Martinez 31e - 87. Yves Ravaleu 69e - 88. Pierre Rivory (A 11e) - 89. Kurt Rub 47e - 90. Jean Vidament 51e - Directeur sportif : Raphaël Géminiani (adjoint : Bernard Leblanc) Victoires - Cyclo-cross d'Aiglemont : Charles Rigon - Ronde de Montauroux : Serge Guillaume - Tour de Suisse 4e et 8e étape : Albert Fritz - Championnats du Portugal de cyclisme sur route : Joaquim Agostinho - Championnat du Portugal contre la montre : Joaquim Agostinho - Championnat du Portugal de poursuite : Joaquim Agostinho - Volta a Portugal, 1re, 2e, 3e, 4e, 7e, 9e, 11e, 12e, 13e, 14e et 16e étapes : Joaquim Agostinho, Jean-Claude Largeau, Joël Millard, Serge Guillaume. - Volta a Portugal, classement à points : Joaquim Agostinho - Volta a Portugal, classement des grimpeurs : Joaquim Agostinho - Volta a Portugal, classement général : Joaquim Agostinho - Volta a Portugal, classement combiné : Joaquim Agostinho - Grand Prix du Sintra, 1re et 2e étapes : Joaquim Agostinho - Grand Prix du Sintra, classement général : Joaquim Agostinho - Six jours de Bruxelles : Albert Fritz |